# Dorrit Black
Dorothea Foster Black, née le 23 décembre 1891 à Burnside et morte le 13 septembre 1951 à Adélaïde, est une artiste peintre et graveuse australienne de l'école moderniste. Connue sous le pseudonyme de Dorrit Black, elle est une pionnière du modernisme en Australie,.

## Biographie
Originaire de la banlieue d'Adélaïde, Dorothea Foster Black est la fille de l'ingénieur et architecte Alfred Barham Black et de Jessie Howard Clark, artiste amatrice et fille de John Howard Clark, rédacteur en chef du South Australian Register. Elle fréquente la South Australian School of Design vers 1909, où elle étudie l'aquarelle, puis la Julian Ashton Art School de Sydney en 1915, où elle se concentre sur la peinture à l'huile.
En 1927, Dorothea Foster Black se rend seule à Londres et fréquente la Grosvenor School of Modern Art, où elle expérimente la linogravure en couleur sous la direction de Claude Flight. Celui-ci l'incite à utiliser des motifs géométriques audacieux et des combinaisons de couleurs harmonieuses. En 1928, elle étudie à l'Académie André Lhote à Paris, influencée par les « principes de composition de l'ordre géométrique » d'André Lhote. En 1929, elle travaille brièvement avec Albert Gleizes.

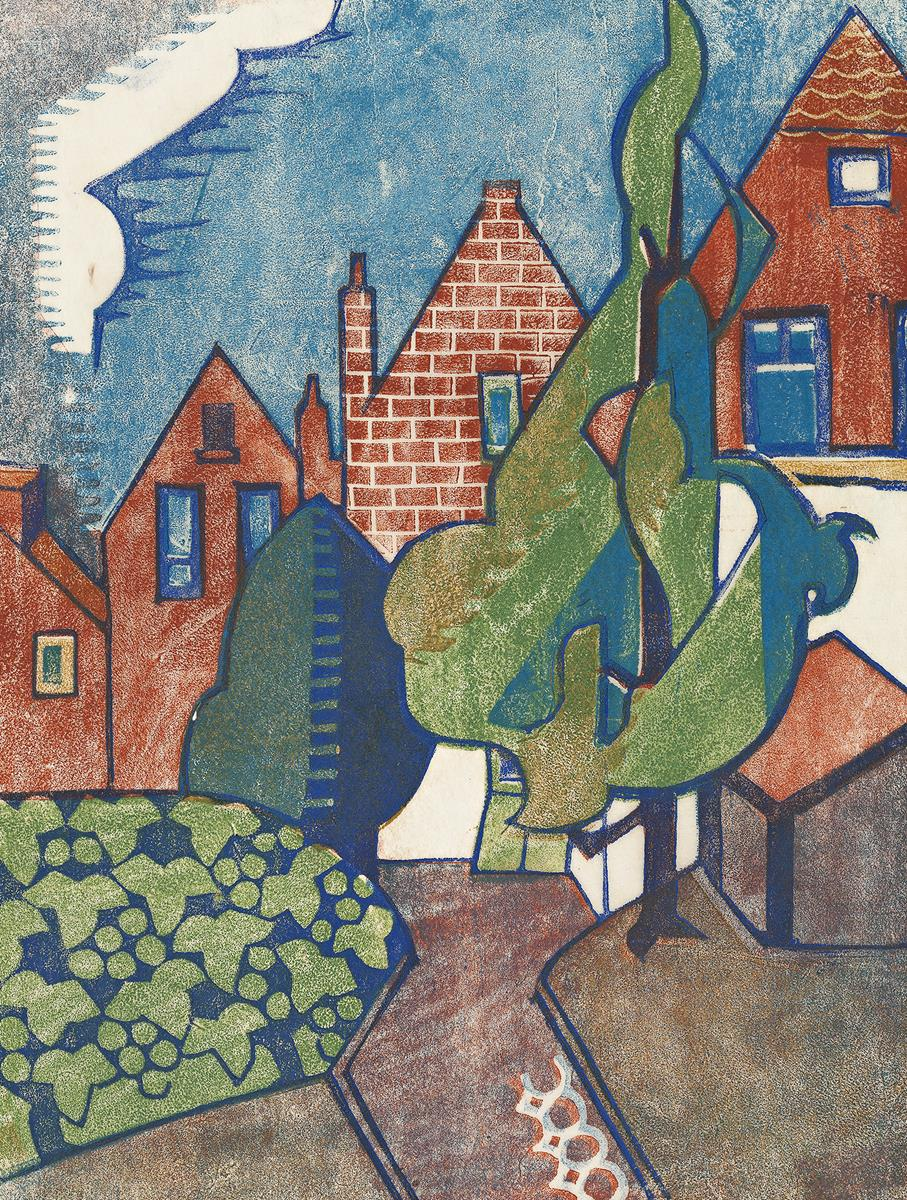
Dutch Houses, linogravure couleur, vers 1929.

Dorrit Black est fortement influencée par les mouvements artistiques modernistes et cubistes qu'elle découvre à Londres et à Paris. Lorsqu'elle rentre dans son pays à la fin de l'année 1929, elle devient une partisane active du style cubiste.
L'artiste organise alors une exposition aux Macquarie Galleries de Sydney en 1930. Il s'agit de l'une des six expositions individuelles qui présenteront ses œuvres.
Dorrit Black meurt au Royal Adelaide Hospital le 13 septembre 1951, à l'âge de 59 ans, à la suite d'un accident de voiture. Son corps est incinéré à la suite d'un service religieux unitariste.

## The Modern Art Centre
Dorrit Black souhaite créer un environnement qui permettrait à d'autres artistes de travailler dans un style nouveau. Elle fonde le Modern Art Centre dans Margaret Street, à Sydney, en 1931, soit la première galerie d'art à se consacrer au modernisme en Australie, et l'une des premières galeries australiennes à être créées par une femme,.
Au cours des années suivantes, le Modern Art Centre est devenu une source d'inspiration et d'ouverture à une vision plus large pour des artistes tels que Nancy Hall. Le lieu accueille des expositions modestes mais significatives d'artistes qui devinrent d'importants promoteurs du modernisme australien, notamment Roland Wakelin, Grace Crowley, Grace Cossington Smith, Ralph Balson et Rah Fizelle.

## Œuvres

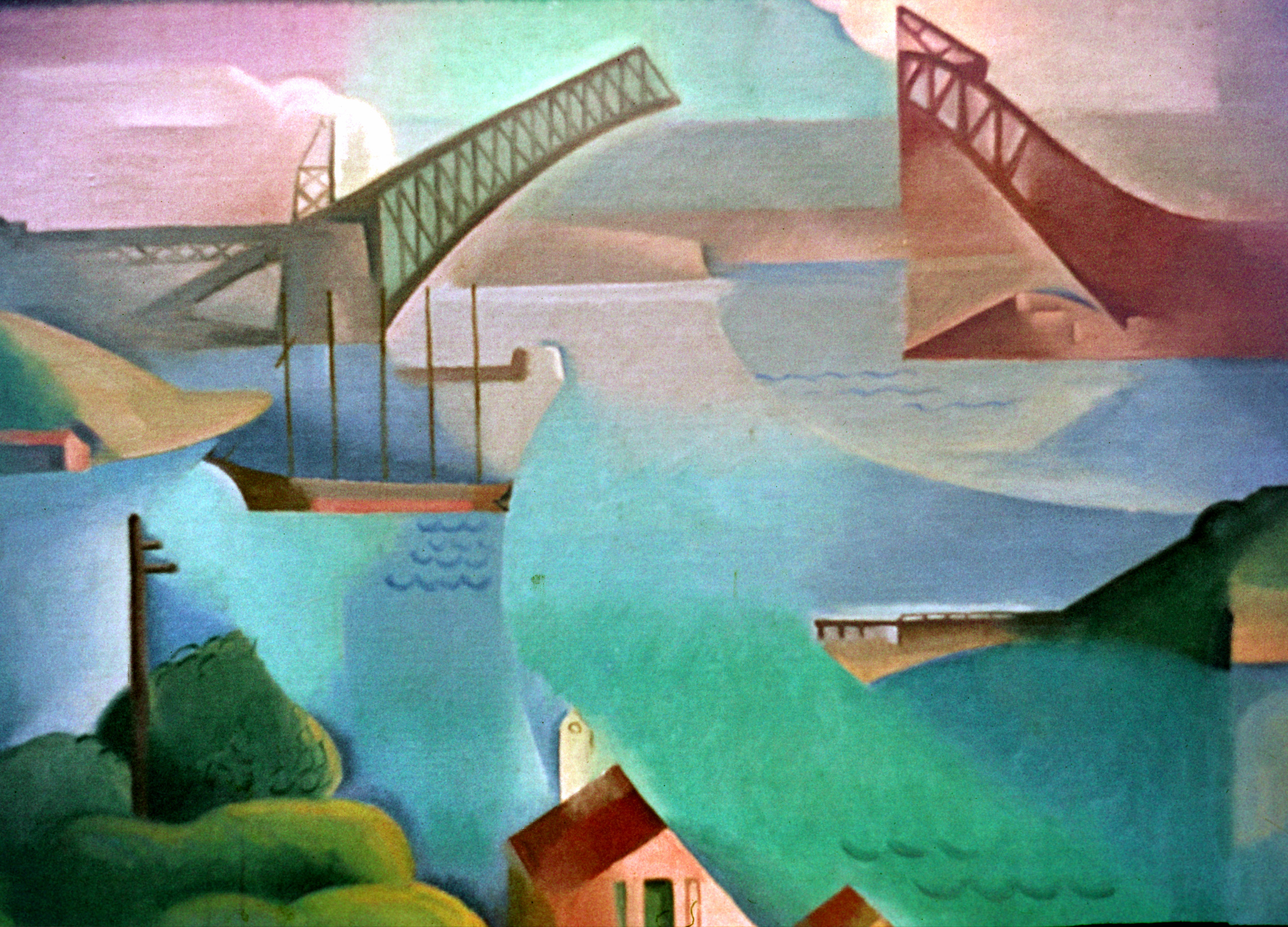
The Bridge, peinture à l'huile, 1930.

Dorrit Black réalise la plupart de ses linogravures dans les années 1930. Elle travaille ensuite principalement l'aquarelle, avant de se consacrer à la peinture à l'huile. À la fin des années 1930, elle s'installe à Adélaïde, aux côtés de sa mère vieillissante, et peint de nombreux paysages des collines d'Adélaïde et de la côte sud de l'australie.
Les linogravures de l'artiste font partie intégrante de sa pratique artistique. La réalisation de linogravures a permis à Dorrit Black d'abstraire ses sujets en éliminant les détails et en mettant l'accent sur la structure. L'abstraction lui permet de communiquer des sensations.
Dorrit Black est connue pour avoir peint le Harbour Bridge du port de Sydney à différents stades de sa construction. Le tableau The Bridge est le premier paysage cubiste d'Australie. Il a été peint en 1930 à Sydney,. Elle a été finaliste du prix Archibald pour le portrait en 1931. Le Musée national d'Australie-Méridionale a acheté son œuvre Mirmande (1928) en 1940.
De retour à Adélaïde, elle enseigne à temps partiel au Musée national d'Australie-Méridionale. Elle est membre de la South Australian Society of Arts et de la Contemporary Art Society.

## Reconnaissance

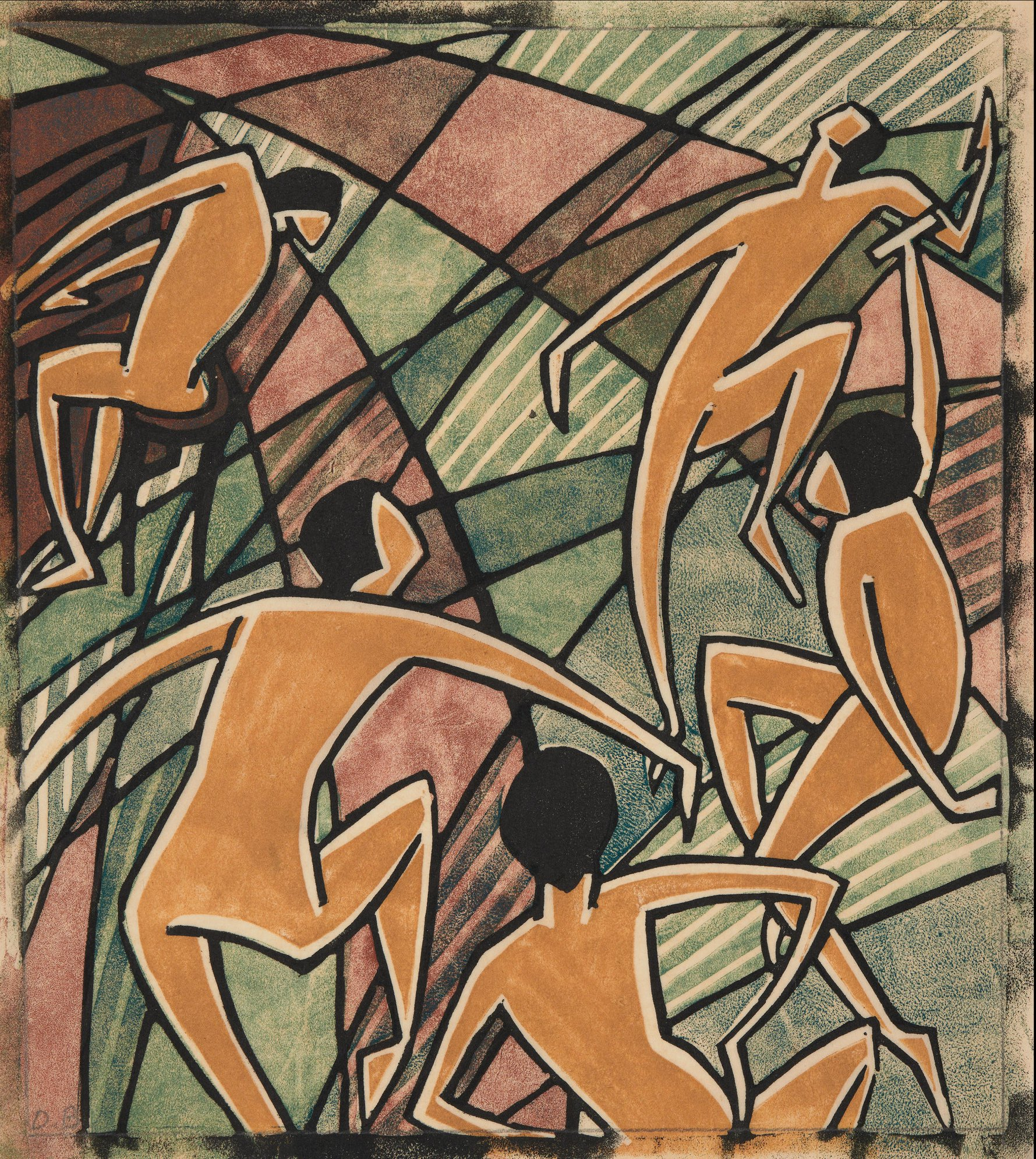
Music, linogravure en couleur sur papier fin oriental crème, imprimée à partir de cinq blocs en noir, jaune, ocre, rouge brique, gris-vert et bleu cobalt, 1927.

Les femmes ont été les pionnières du modernisme en Australie, et Dorrit Black est reconnue comme « une force primordiale dans l'éducation des Australiens à l'appréciation de l'art moderne ». Son travail a été décrit par le critique Ivor Francis comme :

« Profondément respecté par la partie la plus informée des artistes d'Adélaïde. Depuis son retour ici il y a une vingtaine d'années, Dorrit Black a été si souvent ignorée et malmenée sur le plan artistique qu'il est étonnant qu'elle ait gardé le courage de se battre contre tant de préjugés et d'incompréhensions. Considérée comme pas assez "avancée" par une partie, et trop "moderne" par l'autre, il faudra de nombreuses années avant que son talent exceptionnel puisse être apprécié à sa juste valeur, ce qui ne manquera pas d'arriver. »

Son œuvre est représenté dans les collections de la Galerie nationale d'Australie ainsi que dans de nombreuses galeries d'État et régionales, et au Victoria and Albert Museum à Londres.
Une rétrospective itinérante de son œuvre a été organisée par le Musée national d'Australie-Méridionale en 1975, qui a présenté une exposition majeure de son œuvre du 14 juin au 7 septembre 2014.
Son œuvre a été représenté dans l'exposition Know My Name de la National Gallery of Australia en 2020.